# Plectranthias maugei
Plectranthias maugei är en fiskart som beskrevs av Randall, 1980. Plectranthias maugei ingår i släktet Plectranthias och familjen havsabborrfiskar. Inga underarter finns listade i Catalogue of Life.